# 7 mars 1988
Le lundi 7 mars 1988 est le 67e jour de l'année 1988.

## Naissances
- Daniele Marghitola, joueur de hockey sur glace suisse
- Emir Bajrami, footballeur suédois
- Guillaume Vermette, personnalité publique du Québec
- Héctor Rodas, joueur de football espagnol
- Jonathan Fumeaux, coureur cycliste suisse
- Larry Asante, joueur de football américain
- Moisés Lima Magalhães, joueur de football brésilien
- Murray Davidson, joueur de football britannique
- Olivier Kissita, acteur français
- Robert Nyholm, joueur de hockey sur glace finlandais
- Robin Figren, joueur de hockey sur glace suédois
- Rochdi Achenteh, joueur de football néerlandais
- Sebastian Faisst (mort le 3 mars 2009), joueur de hand-ball allemand
- Sergiu Cioban, cycliste moldave
- Sonja Newcombe, joueur de volley-ball américain
- Tyler Ladendorf, joueur américain de baseball
- Valentina Shevchenko, pratiquante kirghize d'arts martiaux

## Décès
- Divine (né le 19 octobre 1945), acteur et chanteur américain
- Gaston Suisse (né le 1 décembre 1896), designer français
- Guido Celano (né le 19 avril 1904), acteur italien
- Guido Celano (né le 19 avril 1904), acteur italien
- Joël Bellec (né le 26 avril 1908), prélat catholique
- Martin Finn (né le 22 août 1917), personnalité politique irlandaise
- Natacha Nattova (née le 8 août 1905), danseuse de music-hall
- Olof Stahre (né le 19 avril 1909), cavalier suédois de concours complet
- Robert Livingston (né le 9 décembre 1904), acteur américain

## Événements
- Découverte des astéroïdes (16426) 1988 EC et (5206) Kodomonomori
- Début de championnat d'URSS de football 1988
- Sortie de l'épisode Guerre et Magie de la série Star Trek
- Fin du manga Kimagure Orange Road
- Sortie de la chanson One Tree Hill de U2
- Sortie de la compilation des Beatles Past Masters
- Début de la série télévisée britannique Pingu
- Les scénaristes syndiqués de Hollywood entament une grève qui durera vingt-deux semaines